# Fem befriar en fånge
Fem befriar en fånge utgiven på svenska 1958 är den elfte boken av Enid Blyton i Fem-böckerna. Den engelska originalboken kom 1952 med titeln Five have a Wonderful Time.

## Handling
George har varit förkyld och kunde inte följa med Julian, Dick och Anne när de startade sin planerade resa med hästdragna husvagnar. Barnen ställde upp  husvagnarna på en kulle mittemot det gamla slottet Faynights Castle. George förbättrades från sin förkylning och ansluter med tåg nästa dag. Barnen hör att två forskare har försvunnit. Det antas att forskarna är förrädare som flytt landet för att sälja hemligheter.
Ett resande tivoli anländer och slår läger på samma fält som Femgänget. Barnen försöker förgäves lära känna och bli vänner med tivoliartisterna, men utan framgång. Slutligen flyttas barnens husvagnar till ett annat fält. Bonden som äger fältet beordrar bort barnen från sin egendom. Då anländer deras  vän Jo och hon hjälper Julian och Dick att låna hästarför att flytta vagnarna. På en utflykt får Dick syn på ett ansikte i ett av fönstret i slottstornet. Så börjar äventyret.

## Svenska upplagor
Boken publicerades av Rabén & Sjögren 1958 och kom sedan i popserien nr 511 1967. 1977 översattes boken på nytt av Kerstin Lennerthson. År 1987 kom den ut som Citadellbok och sedan får boken nytt omslag 1994. Boken kom också ut med nytt omslag (?) år 2000. Boken gavs ut som ljudbok 2005.

## Anpassningar
The Missing Scientist Game (1988) ett spel utgivet i Storbritannien som baserades på denna roman.